# Jasenovo (Nova Varoš)
Jasenovo es un pueblo ubicado en la municipalidad de Nova Varoš, en el distrito de Zlatibor, Serbia.

## Superficie
Posee una superficie de 12,41 kilómetros cuadrados.

## Demografía
Hasta 2011 la población era de 174 habitantes, con una densidad de población de 14,02 habitantes por kilómetro cuadrado.